# Calliostoma ligatum
Calliostoma ligatum är en snäckart som först beskrevs av Gould 1849.  Calliostoma ligatum ingår i släktet Calliostoma och familjen Calliostomatidae. Inga underarter finns listade i Catalogue of Life.

## Bildgalleri

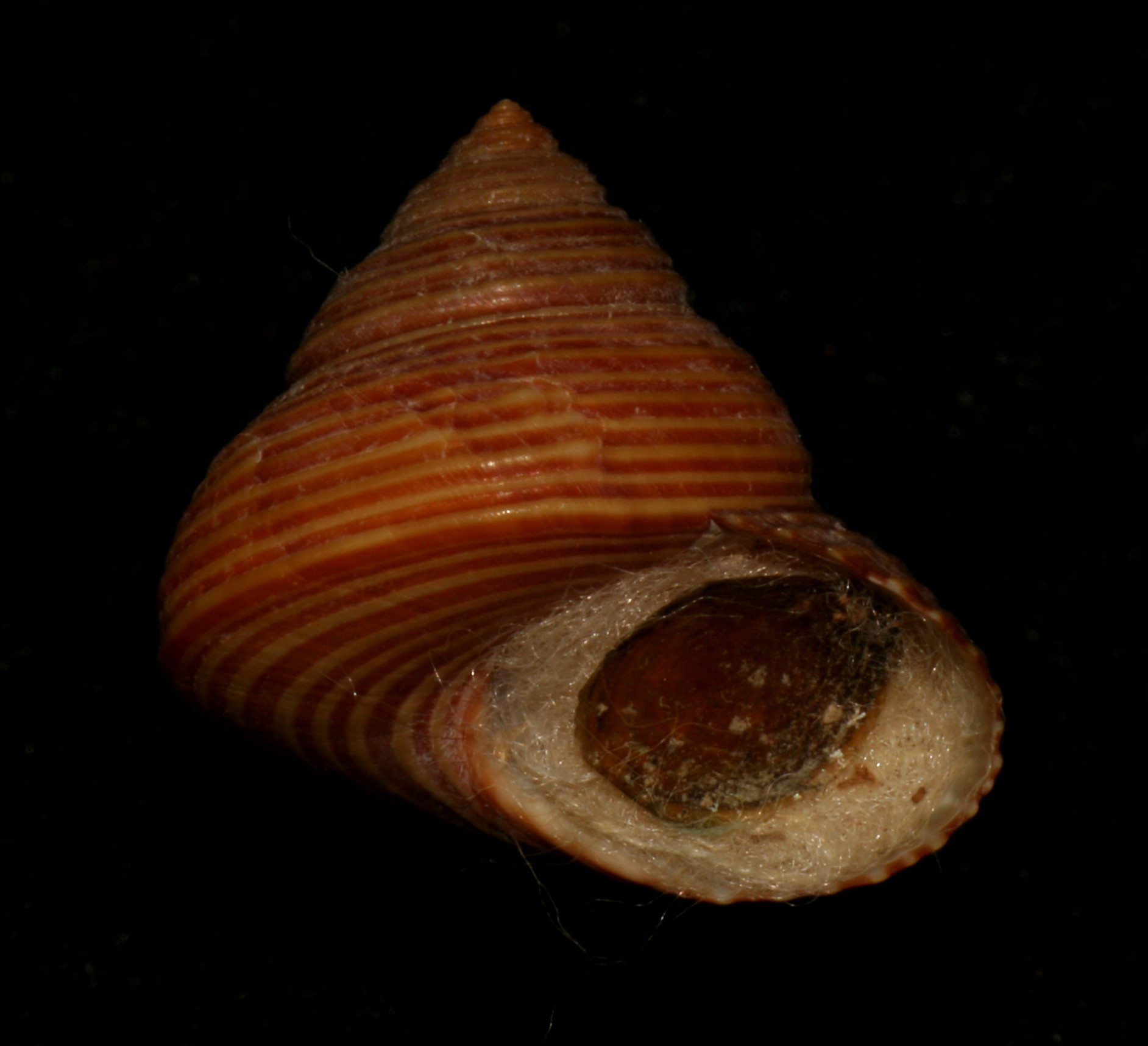